# T-MPLS
T-MPLS ou Transport MPLS est une technique de couche réseau qui utilise un sous-ensemble des standards MPLS existants et qui est destinée aux réseaux de transport. Il est défini par l'Union internationale des télécommunications en février 2006. Il s'agit d'une application de commutation de paquets. Il offre une implémentation adaptée aux applications co-ps et intègre des mécanismes qui permettent le support de fonctionnalités critiques pour le transport.
T-MPLS repose sur les mêmes principes architecturaux de réseau par couche que ceux utilisés par d'autres techniques comme la SDH et l'OTN. Les fournisseurs de services ont déjà développés des processus de management et des procédures de travail reposant sur ces principes. Le T-MPLS offre une technique à la fois familière et alignée avec les réseaux de transports basés sur des circuits. Il supporte les processus organisationnels actuels et les procédures de travail à grande échelle.
T-MPLS est une technique à bas coût offrant des fonctionnalités de qualité de service, d'aide aux opérations et à la maintenance de bout-en-bout et de protection du trafic.
Les recommandations de l'ITU-T pour T-MPLS sont les suivantes : 
- G.8110.1[1] : Architecture du réseau du MPLS-TP ;
- G.8112[2] : Interfaces du réseau de couche MPLS-TP  ;
- G.8113.1[3] : Mécanismes d'exploitation, d'administration et de maintenance pour la technologie MPLS TP dans les réseaux de transport en mode paquet ;
- G.8121[4] : Caractéristiques des blocs fonctionnels des équipements MPLS de transport ;
- G.8131[5] : Commutation de protection linéaire pour le profil de transport MPLS ;
- G.8132[6] : Protection partagée en anneau MPLS-TP.